# Astronomisches Objekt
Ein astronomisches Objekt (auch Himmelsobjekt, Himmelskörper oder insbesondere für die Erde oder für andere Planeten auch Weltkörper) ist ein Objekt im Weltall, das von der Astronomie und der Astrophysik untersucht wird.

## Konsistenz
Die Konsistenz astronomischer Objekte wird in verschiedene Kategorien eingeteilt:
- gasförmig – Sterne verschiedener Art, Sternhüllen, Gasplaneten, Gasnebel, interstellare Materie und Molekülwolken, Halos
- flüssig – das Innere großer Gasplaneten
- fest – Gesteinsplaneten, Monde, Asteroiden, Kometen, Meteoroide
- staubförmig – Dunkelwolken, Planetenringe, interplanetarer Staub
- zusammengesetzte Systeme – Sternhaufen, Galaxien, Galaxienhaufen
- Leerräume – Voids (Hohlräume) zwischen den Galaxienhaufen
- ungeklärt – z. B. Schwarze Löcher, Dunkle Materie.

## Himmelskörper
| Beobachtung im Sonnensystem | Beobachtung außerhalb des Sonnensystems | Beobachtung außerhalb des Sonnensystems | Beobachtung außerhalb des Sonnensystems |
| Beobachtung im Sonnensystem | Einzelobjekte | Systeme | Strukturen |
| --- | --- | --- | --- |
| - Sonne - Planeten - Gesteinsplaneten - Merkur - Venus - Erde - Mars - Gasplaneten - Jupiter - Saturn - Uranus - Neptun - Zwergplaneten - Ceres - Pluto - Haumea - Eris - Makemake - Kleinkörper - Kometen - Asteroiden - Meteoroide - Monde - Planetenringe - Kuipergürtel / Transneptunische Objekte - Quaoar - Sedna - Oortsche Wolke | - Interstellare Objekte - Exoplaneten - Planemos / Sub-Brown Dwarfs - Braune Zwerge - Sterne - Hauptreihensterne - Gelbe Zwerge - Rote Zwerge - kühle Unterzwerge - Riesensterne - Rote Riesen - Blaue Riesen - Rote Überriesen - Hyperriesen - Kompakte Objekte - Weiße Zwerge - Neutronensterne - Pulsare - Magnetare - Veränderliche Sterne - Bedeckungsveränderliche - Pulsationsveränderliche - Eruptionsveränderliche - Novae - Zwergnovae - Supernovae - Schwarze Löcher | - Planetensysteme - Doppelsterne / Mehrfachsterne - Sternhaufen - Offene Sternhaufen - Kugelsternhaufen - Sternassoziationen - Supersternhaufen - Halo - Galaxien - Quasare - Galaxienhaufen - Superhaufen | - Interstellares Medium - Interstellares Eis - Interstellarer Staub - Intergalaktisches Medium - Nebel - Emissionsnebel - H-II-Gebiete - Planetarische Nebel - Reflexionsnebel - Dunkelwolken (Dunkelnebel) - Molekülwolken - Globulen - Filamente und Voids - Large Quasar Groups |

Siehe auch: Trümmerscheibe, Asteroidengürtel, Ultrakühler Zwerg (Einordnung in obige Tabelle fehlt noch)

## Kosmologische Objekte
Dies sind Objekte der Kosmologie, wie die prinzipiellen Strukturen des Universums (Filamente und Voids) und – bisher noch – hypothetische oder in ihrer Natur noch nicht hinreichend geklärte Objekte, wie Schwarze Löcher oder Dunkle Materie.

## Einteilung nach der Entfernung
Eine Orientierung einzelner Fachgebiete der Astronomie:
Objekte in Erdnähe:
- Atmosphärische Objekte: bis zur Exosphäre (500 und 1000 km)
  - Meteore (Sternschnuppen und Feuerkugeln), Meteoriten, Low-Earth-Orbit-Satelliten
- Erdorbitale Objekte: etwa bis zur Entfernung einer geostationären Umlaufbahn (ca. 36.000 km)
  - höhere Erdsatelliten, Orbitalmissionen
- Erdnahe Objekte: bis zur Mondbahn (um die 400.000 km) oder – nach anderen Gesichtspunkten – bis zum inneren Lagrangepunkt (also vorrangig der Erdanziehung unterworfen: ca. 1,5 Millionen km von der Erde)
  - Erdmond, Raumfahrtmissionen der Mondforschung, Erdbahnkreuzer

Solare Objekte:
- Objekte des inneren Sonnensystems: bis zum Asteroidengürtel (etwa 450 Millionen km = 3 AE)
  - Sonne, innere Planeten und deren Monde, erdnahe Asteroiden: Amor-Typ-, Apollo-Typ- und Aten-Typ-, Arjuna-Asteroiden, Mars-Trojaner
- Der Asteroidengürtel als Grenze zwischen innerem und äußerem Sonnensystem, der Zwergplanet Ceres
- Äußeres Sonnensystem: 7,5 Milliarden km = 50 AE
  - Äußere Planeten und deren Monde, Jupiter- und Neptun-Trojaner
  - kurzperiodische Kometen
  - Transneptunische Objekte (Kuipergürtelobjekte) außerhalb der Neptunbahn (30–50 AE): Der Kuipergürtel mit dem Pluto und Eris (Zwergplaneten) als Hauptvertreter,
- Randbereiche des Sonnensystems: sonnenferne Objekte bis zur Heliopause, etwa 100.000 AE = 1,5 Lichtjahre
  - Die Oortsche Wolke
- Langperiodische Kometen und aperiodische Kometen mit hyperbolischer oder parabolischer Bahn, die das Sonnensystem weitläufig durchqueren.

Extrasolare Objekte: Objekte außerhalb der Grenzen des Sonnensystems (Deep-Sky-Objekte).
- Objekte der galaktischen Nachbarschaft:
  - Interstellare Objekte (nicht gravitativ an einen Stern gebunden)
  - Nahe Sterne (etwa 15 Lj)
  - Die Lokale Blase (um die 300 Lj)
  - fernere Sterne, Offene Sternhaufen, Gasnebel
  - Halo der Kugelsternhaufen, umgebende Dunkle Materie
- Galaktische Objekte: ein Bereich von 100.000 Lj (30 pc)
  - Die Milchstraße und ihre direkten Begleiter, insbesondere die Große und die Kleine Magellansche Wolke
- Extragalaktische Objekte:
  - Lokale Gruppe (Andromedanebel, M33 und begleitende Zwerggalaxien)
  - Virgo-Superhaufen (ungefähr 100 Galaxienhaufen, etwa 200 Millionen Lichtjahre Durchmesser), Große Mauer
  - Ferne Galaxienhaufen, Quasare
  - Filamente und Voids (die größten derzeit bekannten Strukturen des Universums)